# منتخب هايتي تحت 23 سنة لكرة القدم
منتخب هايتي تحت 23 سنة لكرة القدم هو ممثل هايتي الرسمي في المنافسات الدولية في كرة القدم في فئة كرة قدم تحت 23 سنة للرجال، يديريه اتحاد هايتي لكرة القدم.